# Enrique III de Meissen
Enrique III el Ilustre (en alemán: Heinrich der Erlauchte), Meissen? 1215? - Dresde, 15 de febrero de 1288) tuvo los siguientes títulos:
- Margrave de Meissen y Lusacia (1221-1288)
- Landgrave de Turingia (1247-1265)
- Conde Palatino de Sajonia (1247-1265)

Su padres fueron Dietrich III el Asediado y Jutta de Turingia (hija del landgrave Hermann I de Turingia). Estuvo casado con Constanza de Austria (con la que tuvo a Alberto II de Meissen), Inés de Bohemia e Isabel von Maltitz (con quien tuvo a Friedrich Clemm, Hermann).
Fue el hijo más pequeño de Dietrich III de Meissen, que sucedió a su padre en 1221 a los 6 años. Amante de la música, fueron famosos en toda Europa los torneos de juglares (Minnesinger) que él mismo organizaba y en los cuales incluso participaba, ya que fue trovador en su juventud. Fue un gran promotor de la cultura en sus dominios y también fomentó la fundación de nuevas ciudades en la marca.
Tomó partido por el emperador Federico II Hohenstaufen en sus luchas contra el Papa, durante el periodo de anarquía con el emperador fuera de Alemania. Sin embargo, su tío materno Enrique Raspe fue nombrado rey con apoyo del Papa. La muerte en la batalla de Enrique Raspe, el último de los Ludowinger, en 1247 le permitió adquirir Turingia para la casa de Wettin, así como el condado palatino de Sajonia.
A lo largo de su prolongado reinado aumentó en gran medida los territorios Wettin: en 1243 había añadido el territorio de Pleissnerland con las ciudades de Altenburgo, Zwickau y Chemnitz que recibió como dote por la boda de su hijo Alberto II de Meissen con Margarita de Hohenstaufen, hija del emperador Federico II; en 1249 obtuvo la jurisdicción sobre Weissenfels y en 1263 sobre Leipzig. No obstante, fue repartiendo sus posesiones entre sus hijos antes de morir. Para Alberto II de Meissen el Landgraviato de Turingia, a Dietrich le hizo margrave de Landsberg, a Federico Clemm le dio territorios en torno a Dresde.